# Flavonoide
Els flavonoides són una varietat de compostos fenòlics sintetitzats per les plantes superiors durant el seu creixement i desenvolupament. Són productes de la ruta biosintètica de l'àcid fenilpropanoic. Intervenen en la formació de pigments, en la protecció enfront de la radiació UV i en la defensa durant la interacció planta-patogen. Possiblement modifica l'acció de diferents hormones vegetals (auxines i citocines). Causen l'activació dels gens bacterians implicats en la formació de nòduls (Rhizobium) i en la transformació de plantes (Agrobacterium).

## Estructura general i classificació

Estructura i numeració dels flavonoides

Són compostos fenòlics diarilpropans units a una cadena de glúcids amb un esquelet C₆-C₃-C₆ segons la nomenclatura de la IUPAC. La majoria posseeixen com a estructura bàsica una 2-fenilbenzo-γ-pirona, també anomenada 2-fenil-γ-cromona, (3 cicles: un benzé (A) fusionat amb una pirona (C) i a la pirona se li uneix un grup fenil (B)). Tots els flavonoides posseeixen un carbonil a la posició 4 de l'anell C i les variacions es produeixen a les posicions 1, 2 i 3 del mateix anell. Són estructures hidroxilades a l'anell aromàtic i, per tant, són polifenòliques.

### Classificació
- Flavones: Tenen un doble enllaç entre les posicions 2 i 3 amb un H a la posició 3.
- Flavonols: Tenen un doble enllaç entre les posicions 2 i 3 amb un grup hidroxil (OH) a la posició 3.
- Flavanones: Tenen un H a la posició 3 però no tenen un doble enllaç entre les posicions 2 i 3.
- Flavanolols: Tenen un grup hidroxil (OH) a la posició 3 però no tenen un doble enllaç entre les posicions 2 i 3.
- Calcones: Tenen l'anell C obert (entre C₂ i O).
- Isoflavonoides: L'anell B està unit a la posició 3 en comptes de la posició 2.

## Propietats físicoquímiques
Són sòlids cristal·lins, solubles sent heteròsids en aigua i etanol i insolubles en dissolvents orgànics apolars. Les genines són solubles en èter, acetat d'etil, metanol, etc. i insolubles en aigua. Es dissolen fàcilment en solucions alcalines.
Els dissolvents utilitzats per a la seua extracció es trien en funció de la polaritat dels flavonoides:
- Els mas polars (flavonols, aurasses, xalcones, flavones hidroxilades) acetona, aigua, alcohol o mescla d'aquests.
- Els menys polars (genines metilades) s'extrauen amb cloroform, èter o acetat d'etil.

Molts flavonoides presenten fluorescència a la llum ultravioleta amb una radiació de 366nm que pot modificar-se en medi bàsic, amb agents quelants com el FeCl₃ o AlCl₃, etc.

## Identificació
Generalment s'identifiquen per cromatografia de capa fina (CCF) amb revelat per UV però també hi ha altres mètodes com l'espectroscopia UV o les reaccions colorejades:
- Reacció de la cianidina (amb Mg2+/HCl):
  - Color taronja: Flavones.
  - Color roig cirera: Flavonols.
  - Color violeta: Flavanones.
- Reacció de Constantinescu (amb AlCl₃): Color groc.
- Reacció amb FeCl₃: Color blau-verdós.
- Ionització en medi bàsic (amb NaOH o NH₃): Groc intens.

## Propietats farmacològiques
Les espècies que contenen flavonoides tenen accions farmacològiques molt variades.
- Acció vitamina P
- Antihemorràgics
- Antiarrítmics
- Proctectors de la paret vascular o capil·lar
- Antiespasmòdics
- Diürètics i antiurèmics
- Antiinflamatoris
- Antiradicals lliures i antihepatotòxics
- Antibacterians, antivírics i antifúngics

## Drogues i aliments amb flavonoides
Els flavonoides, i en concret les catequines, són "el grup més comú de compostos polifenòlics en la dieta humana i es troben de manera omnipresent a les plantes". Els flavonols, les bioflavonoides originals com la quercetina, també es troben de manera ubiqua, però en menors quantitats. La distribució generalitzada de flavonoides, la seva varietat i la seva toxicitat relativament baixa en comparació amb altres compostos vegetals actius (per exemple, alcaloides) fan que molts animals, ingereixin quantitats importants en la seva dieta, com artròpodes, insectes i crustacis.
Els aliments amb un alt contingut en flavonoides inclouen el julivert, ceba, nabius i altres baies, te negre, te verd i te oolong, plàtans, tots els cítrics, Ginkgo biloba, vi negre, aladerns, blat sarraí i xocolata negra amb un contingut de cacau del 70% o més.
| Planta                                | Droga          |
| ------------------------------------- | -------------- |
| Sòfora (Sophora japonica)             | Botons florals |
| Blat sarraí (Fagopyrum esculentum)    | Fulles         |
| Eucaliptus (Eucalyptus macrorrhyncha) | Fulles         |
| Ginkgo (Ginkgo biloba)                | Fulles         |
| Card marià (Silybum marianum)         | Fruit          |